# Església de Sant Josep (Manresa)
L'Església de Sant Josep és una obra del municipi de Manresa (Bages) protegida com a bé cultural d'interès local.

## Descripció

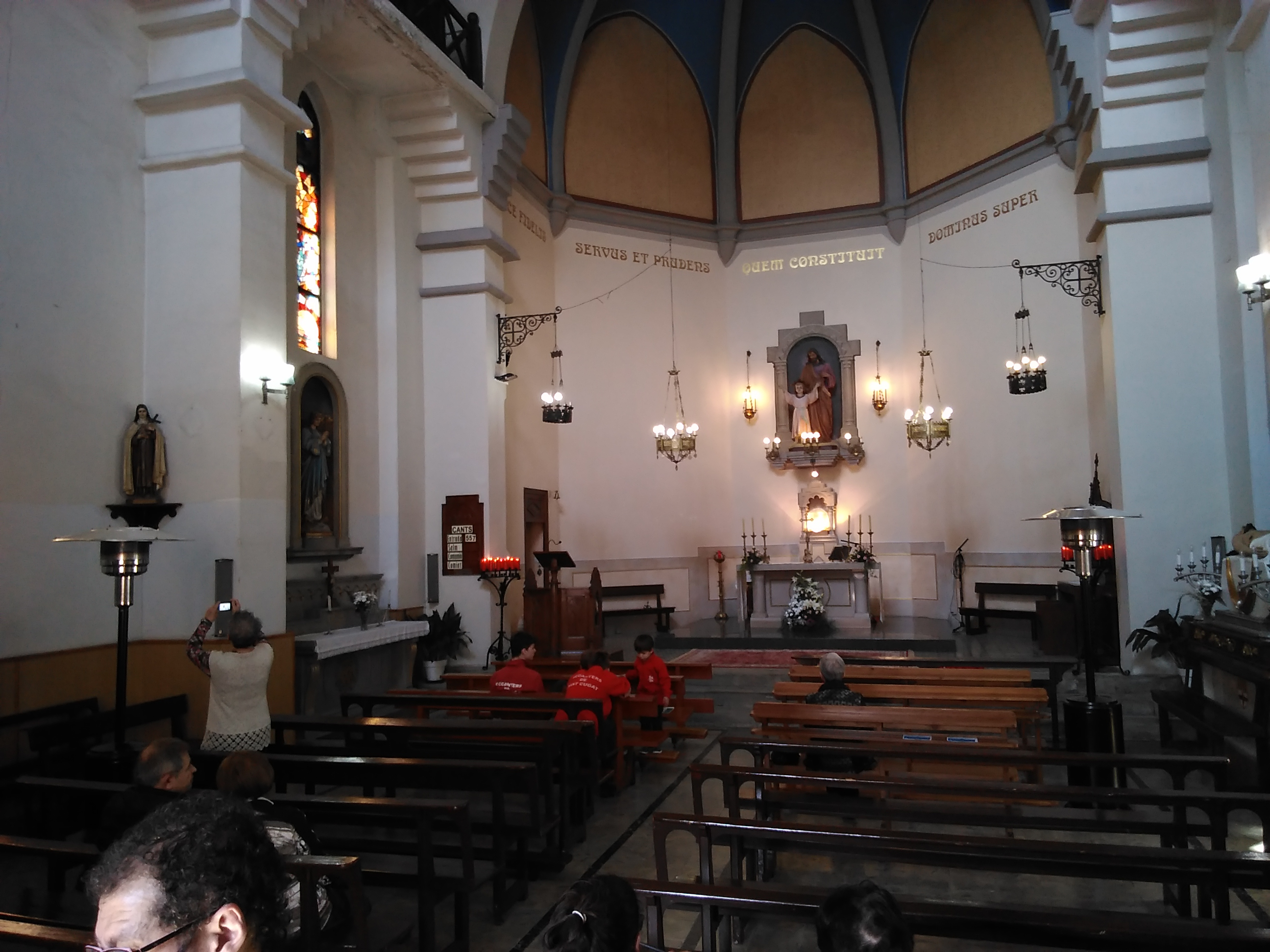
Interior de l'església de Sant Josep

Es tracta d'una construcció de concepció neogòtica. Tot el conjunt, tret d'un mur lateral, és de pedra. Consta d'una única nau aixoplugada amb una encavallada de fusta suportada per pilars. El frontispici és ressaltat per un cos, lleugerament avançat respecte als paraments de la façana, perfilat amb un arc ogival tripartit que conté tres finestrals de característiques gòtiques.
A sota, amb la interposició de tres òculs, es desclou la porta que, contrastant amb els altres components de l'edifici, adopta una estructura romànica, per tal com és rematada amb un arc de mig punt, que recolza sobre columnes coronades amb capitells. El capcer, contornejat en doble vessant, és sobrealçat a l'extrem del pinyó amb una curta paret, coronada amb una creu, que mostra una imatge de sant Josep amb l'infant Jesús, esculpida en alt relleu.
La façana lateral esquerra és composta per un seguit d'arcs ogivals, entre pinacles, en cadascun dels quals s'inclou una finestra de caràcter gòtic. La façana de l'altre cantó mostra una decoració semblant, però feta en maons. El tractament d'aquesta ornamentació mostra una configuració ben original, que es fa patent en les curvatures que perfilen els diversos components integrats en les façanes.
El campanar, aixecat al capdavall de la nau, és circular.

## Història
A finals del s. XIX i principis del XX la ciutat de Manresa va anar urbanitzant la llengua de terreny del nord-est de la ciutat, zona coneguda també com el Tossal, i que s'acabaria convertint en el barri del Poble Nou.
En aquell moment el nou veïnat depenia eclesiàsticament de la parròquia del Carme, d'on Josep Vidal i Bres (Manresa, 1865 - Sant Boi de Llobregat, 1942) n'era el vicari. Davant l'augment demogràfic el mossèn va creure oportú dotar al nou barri duna església pròpia.
El 30 de gener de 1903, Manuel-Ignasi Vallès i Pons cedí a Mn. Vidal una porció rectangular dels seus terrenys per edificar-hi l'església projectada.
Gràcies a l'aportació pecunària de diverses persones, com el mateix Bisbe Torras i Bages, Mn. Vidal va rebre 35.915,08 pessetes per a la construcció del temple i la casa del capellà.
El projecte de construcció fou encarregat a l'arquitecte manresà, Alexandre Soler i March, i a finals de juny de 1903 ja eren enllestits els plànols.
Finalment, el 27 d'agost de 1903, l'ajuntament presidit per l'alcalde Maurici Fius i Palà, autoritzava la construcció de l'església del Poble Nou. Dos dies després, essent dissabte i vigília de la Festa Major de la ciutat, hom beneïa i col·locava solemnement la primera pedra del temple de Sant Josep.
La construcció de l'església va durar uns dotze anys. Va ser inaugurada oficialment el dia 31 d'agost de 1915.
Actualment, es parla d"església vella" atès que des del 17 de desembre de 1966 el culte va passar a un nou edifici situat al carrer Sant Josep 41, en quedar-se el temple centenari petit per acollir tots els feligresos. En un principi aquest trasllat havia de ser provisional, però la impossibilitat d'ampliar l'església primitiva -com s'havia previst en un principi- ha deixat el nou espai com a definitiu.